# Glaskål
Glaskål (Brassica oleracea var. gongylodes) også kaldet knudekål og glaskålrabi er en grønsag i kålfamilien.
På dansk forveksles glaskål nogle gange med kålroer. Dette skyldes vist, at disse grøntsager er kommet sydfra, sammen med navnet, mens en anden planteart fra Skandinavien omsider har byttet navn, formentlig under indflydelse fra norsk (se tabellen nedenfor).
Glaskål vokser over jorden og er en kål sort. Kålroer gror under jorden og er en rodfrugt.
| Sprog     | Brassica oleracea gongylodes | Brassica napus napobrassica    |
| --------- | ---------------------------- | ------------------------------ |
| Dansk     | Glaskål, knudekål            | Kålroe, kålrabi                |
| Norsk     | Knutekål                     | Kålrot, kålrabi                |
| Tysk      | Kohlrabi                     | Kohlrübe, Steckrübe            |
| Svensk    | Kålrabbi, knutkål            | Kålrot (dial. rotabagge)       |
| Engelsk   | Kohlrabi, German turnip      | Yellow turnip, swede, rutabaga |
| Fransk    | Chou-rave                    | Rutabaga, choux suédois        |
| Italiensk | Cavolo rapa                  | Rutabaga                       |
| Hollandsk | Koolrabi                     | Koolraap                       |